# Mira Murati
Ermira „Mira“ Murati (* 16. Dezember 1988 in Vlora, Albanien) war zwischen 2018 und 2024 Chief Technology Officer bei OpenAI und kurzzeitig, vom 17. bis zum 19. November 2023, interimistische Chief Executive Officer von OpenAI.

## Frühes Leben und Ausbildung
Murati wurde 1988 in der albanischen Hafenstadt Vlora als Tochter albanischer Eltern geboren.
Im Alter von 16 Jahren zog sie nach Victoria in Kanada und besuchte das Pearson United World College of the Pacific. 2012 schloss sie die Thayer School of Engineering am Dartmouth College mit einem Bachelor of Engineering in Maschinenbau ab.

## Karriere
Murati begann 2011 als Praktikantin bei Goldman Sachs und war von 2012 bis 2013 bei Zodiac Aerospace beschäftigt. Sie verbrachte drei Jahre bei Tesla als Produktmanagerin für das Model X, bevor sie zu Leap Motion wechselte.
Im Jahr 2018 wechselte sie zu OpenAI, dem Unternehmen, das ChatGPT, einen Chatbot mit künstlicher Intelligenz, sowie DALL-E, eine KI, die Bilder aus Textbeschreibungen erstellt, entwickelt hat. 2022 wurde sie zum Chief Technology Officer ernannt. Seitdem leitete sie die Entwicklung von ChatGPT sowie DALL-E. In den Medien wird sie auch als „die Frau hinter ChatGPT“ bezeichnet. Murati befürwortet dabei eine bessere staatliche Regulierung der künstlichen Intelligenz. Am 17. November 2023 übernahm Murati nach der abrupten Entlassung des bisherigen CEOs Sam Altman kurzzeitig die Position des Interim-CEOs von OpenAI. Die OpenAI-Führung merkte an, dass sie nach einem dauerhaften CEO suche und Muratis Rolle an der Spitze des Unternehmens nur vorübergehend sei. Schon am 22. November kehrte Sam Altman nach Neubesetzung des Verwaltungsrats als CEO wieder zurück.
Mit der Wandlung zum gewinnorientierten Unternehmen verließ Murati am 25. September 2024 OpenAI.

### Gründung von Thinking Machines Lab
Nach ihrem Ausscheiden bei OpenAI gründete Murati im Februar 2025 ihr eigenes KI-Startup: Thinking Machines Lab. Als CEO des Unternehmens verfolgt sie das Ziel, KI-Modelle zugänglicher zu machen, robuste KI-Grundlagen zu entwickeln und eine offene wissenschaftliche Umgebung zu fördern. Thinking Machines Lab vereint ein Team von Experten, die bereits an bekannten KI-Produkten und -Bibliotheken wie ChatGPT, Character.ai, PyTorch und Mistral mitgearbeitet haben.